# 沙雷波沃區
55°32′N 89°12′E / 55.533°N 89.200°E
沙雷波沃區（俄语：Шарыповский район），是俄羅斯的一個區，位於該國中部，由克拉斯諾亞爾斯克邊疆區負責管轄，始建於1940年7月2日，面積3,751平方公里，2010年人口15,109，人口密度每平方公里4.03人。